# Phragmocapnias
Phragmocapnias är ett släkte av svampar. Phragmocapnias ingår i familjen Capnodiaceae, ordningen Capnodiales, klassen Dothideomycetes, divisionen sporsäcksvampar och riket svampar.
|                | Capnodium                              |
|                |                                        |
|                | Polychaeton                            |
|                |                                        |
|                | Polychaetella                          |
|                |                                        |
|                | Tripospermum                           |
|                |                                        |
|                | Trichomerium                           |
|                |                                        |
|                | Scolecoxyphium                         |
|                |                                        |
|                | Phaeoxyphiella                         |
|                |                                        |
|                | Ciferrioxyphium                        |
|                |                                        |
|                | Ceramoclasteropsis                     |
|                |                                        |
|                | Callebaea                              |
|                |                                        |
|                | Anopeltis                              |
|                |                                        |
|                | Acanthorus                             |
|                |                                        |
|                | Scoriadopsis                           |
|                |                                        |
|                | Apiosporium                            |
|                |                                        |
|                | Capnophaeum                            |
|                |                                        |
|                | Fumagospora                            |
|                |                                        |
|                | Echinothecium                          |
|                |                                        |
|                | Leptoxyphium                           |
|                |                                        |
|                | Aithaloderma                           |
|                |                                        |
| Phragmocapnias | \| \| Phragmocapnias betle \| \| \| \| |
|                | \| \| Phragmocapnias betle \| \| \| \| |
|                | Scorias                                |
|                |                                        |
|                | Hyaloscolecostroma                     |
|                |                                        |
|                | Limaciniaseta                          |
|                |                                        |
|                | Plurispermiopsis                       |
|                |                                        |
|                | Fumiglobus                             |
|                |                                        |
|                | Phragmocapnias betle                   |
|                |                                        |

|  | Phragmocapnias betle |
|  |                      |